# Diphyus quadripunctorius
Espèce
Diphyus quadripunctorius est une espèce d'insectes hyménoptères de la famille des Ichneumonidae.